# Station Buxton
Buxton is een spoorwegstation van National Rail in High Peak in Engeland. Het station is eigendom van Network Rail en wordt beheerd door Northern Rail. 

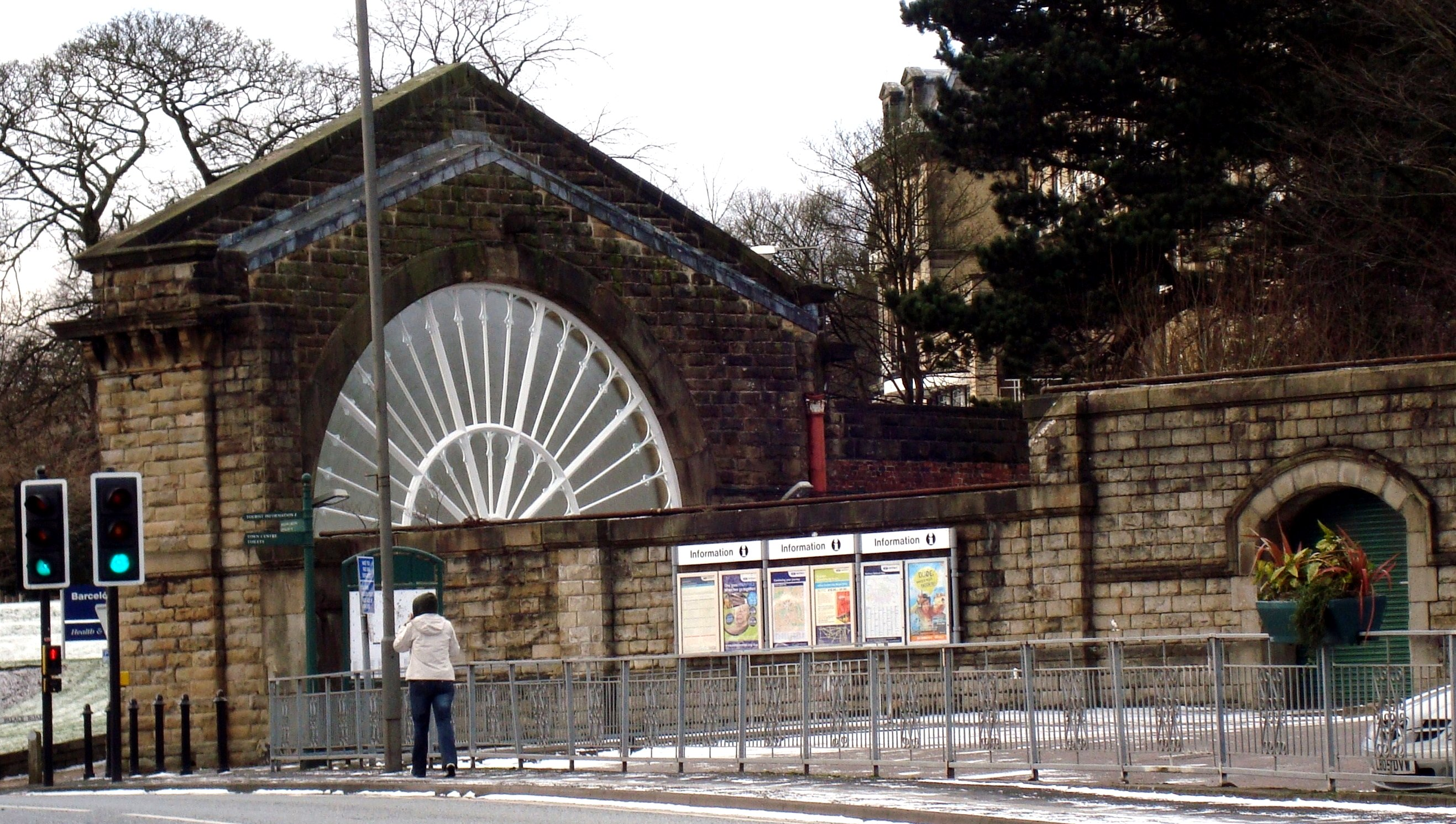
Raam van stationshal (hal is afgebroken)